# Corita Kent
Corita Kent, nacida Frances Elizabeth Kent y también conocida como Hermana Mary Corita Kent, (Fort Dodge, Iowa, 20 de noviembre de 1918–Boston, 18 de septiembre de 1986) fue una religiosa católica, artista, y educadora estadounidense. El arte era su activismo social, predicando tolerancia y amor.

## Biografía
Se incorporó a la orden católica Immaculate Heart College (Hermanas del Immaculado Corazón de María) en Los Ángeles en 1936, profesando como la Hermana Mary Corita. Tomó clases en Otis (ahora Otis Universidad de Arte y Diseño) y Chouinard Instituto de Arte y obtuvo un Máster en Historia del Arte en la University of Southern California en 1951. Entre 1938 y 1968 Kent vivió y trabajó  en la comunidad religiosa a la que pertenecía. En 1968 dejó la Orden y se mudó a vivir a Boston.

## Enseñanza
Enseñó en la universidad del Immaculate Heart College, y llegó a ser la directora del departamento de arte de dicha universidad en 1964. Sus clases eran la meca de prominentes artistas e inventores de su época tales como Alfred Hitchcock, John Cage, Saul Bass, Buckminster Fuller y Charles & Ray Eames. Charles Eames, Buckminster Fuller y el historiador del arte Alois Schardt reconocieron la importancia y la contribución de Kent en su desarrollo intelectual y artístico. Ya en los tempranos años 1950, era valorado  su conocimiento estético y su estilo único de enseñanza en todo el país,por lo que asistían a sus clases alumnos de todas partes para ser educados por ella en dicha Universidad.

## Obra
Desarrolló principalmente su talento artístico con la técnica serigráfica, pero ante las limitaciones de un medio bidimensional, desarrolló métodos innovadores, utilizó anuncios de prensa, fotografías y elementos de la cultura popular inspirando el posterior trabajo de Andy Warhol. Kent deseaba democratizar el arte y hacerlo asequible para las masas. Fue marginada por los diferentes movimientos artísticos del siglo XX por ser una artista mujer y monja. Los críticos y los teóricos no incluyeron su trabajo en ninguna corriente artística específia ya establecida, pero en los últimos años de su vida resurgió la atención hacia Kent. Sus obras de arte, con sus mensajes de amor y paz, se hicieron populares durante el Arte pop de las décadas de 1960 y 1970.
Después de ser diagnosticada de cáncer a principios de los años 1970, desarrolló un período extremadamente prolífico en su carrera, incluyendo el diseño del Rainbow Swash (Arco iris) en el depósito de almacenamiento de gas en Dorchester, en Boston, y la edición del sello especial  Love (Amor)  del servicio Postal de los Estados Unidos en el año1985. Fue una de las artífices de la contracultura en la década de 1960 y la década de 1970.
Después del Concilio Vaticano II en 1966, sus obras se volvieron más políticas y comenzó a mostrar un punto de vista crítico hacia las crisis humanitarias y los conflictos bélicos. Esta postura activista de Kent le fue creando tensiones con las autoridades eclesiásticas californianas y terminó abandonando los hábitos en 1968 para dedicarse exclusivamente al arte.
Murió de cáncer a los 67 años en Boston en 1986. Realizó 230 exposiciones en casi todos los estados de los EE UU. Sus obras se conservan en los principales museos de su país, como el Metropolitan Museum of Art, MET,  el MOMA y el Whitney de Nueva York; el Museo de Bellas Artes de Boston, y en Los Angeles California, en LACMA y el Hammer Museum.

## Reconocimientos
1966- Nominada una de las nueve mujeres del año por Los Angeles Times
1967- Portadas de la revista Newsweek
2016- Recibió la Medalla American Institute of Graphic Arts Medal

## Publicaciones
- 1967 Footnotes and Headlines: A Play-Pray Book, Sister Corita[12]

- 1968 To Believe in God, poem by Joseph Pintauro, color by Sister Corita

- 1969 city, uncity, poems by Gerald Huckaby, pages by Corita Kent

- 1970 Damn Everything but the Circus, Corita Kent

- 1990 Primary Colors: The Story of Corita, Jeffrey Hayden

- 1992 Learning By Heart: Teachings to Free the Creative Spirit, Corita Kent (posthumously) and Jan Steward

- 2000 "Life Stories of Artist Corita Kent (1918–1986): Her Spirit, Her Art, the Woman Within" (Unpublished Doctoral Dissertation, Gonzaga University), Barbara Loste

- 2000 Eye, No. 35, Vol. 9, edited by John L. Walters, Quantum Publishing

- 2006 Come Alive! The Spirited Art of Sister Corita, Julie Ault

## Enlaces
https://corita.org
- Datos: Q5170723
- Multimedia: Corita Kent / Q5170723